# نان برنجی
نان برنجی نام یک نوع شیرینی است. این شیرینی به عنوان اصلی ترین سوغات شهر کرمانشاه و ایران شناخته می‌شود.
در تهیه این شیرینی که شهرت خاصی در میان ایرانگردان و ایرانیان دارد، از آرد برنج، آرد گندم، پودر شکر، روغن جامد، تخم مرغ، گلاب و هل استفاده می‌شود. نان برنجی انواع گوناگونی نیز دارد که از آن میان می‌توان به نان برنجی ساده با روغن کرمانشاهی و نان برنجی زعفرانی اشاره کرد.
نان برنجی، اصلی‌ترین سوغات کرمانشاه و بهترین نان برنجی کرمانشاهی با روغن کرمانشاهی تهیه می‌شود. این شیرینی در هفتمین اجلاس سراسری شورای سیاستگذاری ثبت آثار معنوی کشور که در شهر شاهرود برگزار شد، به عنوان میراث معنوی استان کرمانشاه به ثبت ملی رسید.

## تاریخچه نان برنجی سوغات کرمانشاه
شهر کرمانشاه به سبب اینکه در مسیر جاده ابریشم و در مسیر راه کربلا قرار داشته و به همین دلیل مسافران و زائران فراوانی به این شهر رفت‌وآمد داشته‌اند، به فکر پخت ماده‌ای بوده‌اند که هم ماندگاری بالاو هم جنبه غذایی بالایی داشته باشد. به همین دلیل مردم این شهر نوعی شیرینی از جنس خوراک اصلی مسافران و زائران تهیه کردند که از برنج تشکیل می‌شود. قدمت و پیشینه نان برنجی در کرمانشاه به ۱۵۰ سال پیش و زمان حکومت قاجار بازمی‌گردد و از ۱۵۰ سال پیش به بعد یکی از سوغات معروف کرمانشاه است.

## نان برنجی در شهرهای دیگر

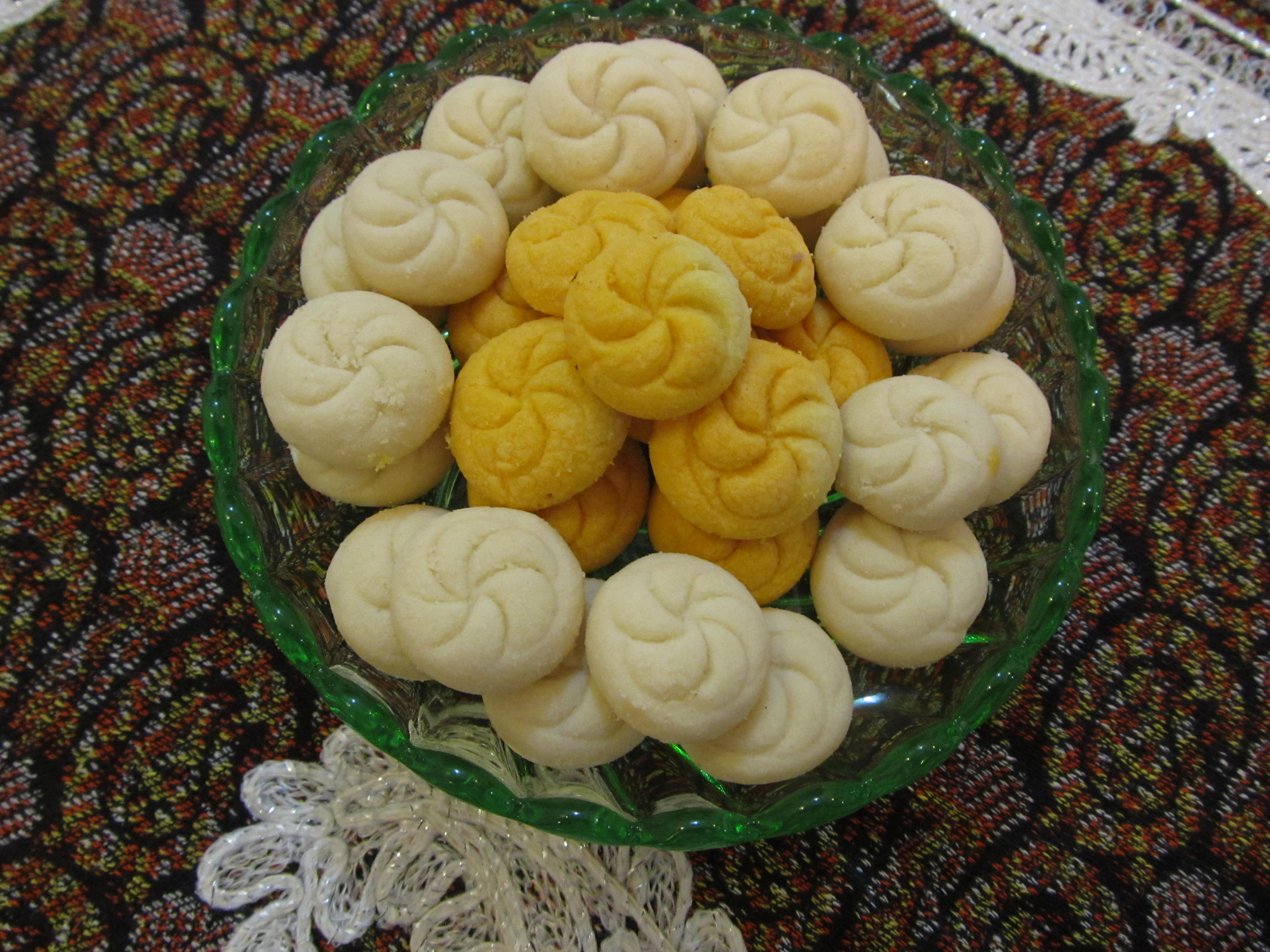
نان برنجی قزوین

نان برنجی در قزوین و یزد هم تهیه می‌شود. همچنین نوعی شیرینی به نام قند چوریی در خلخال در استان اردبیل تهیه می‌شود که در آن از پودر قند استفاده می‌شود. شیرینی آب دندون نیز که در مازندران تهیه می‌شود با کمی تفاوت به نان برنجی شباهت دارد.

## نگارخانه

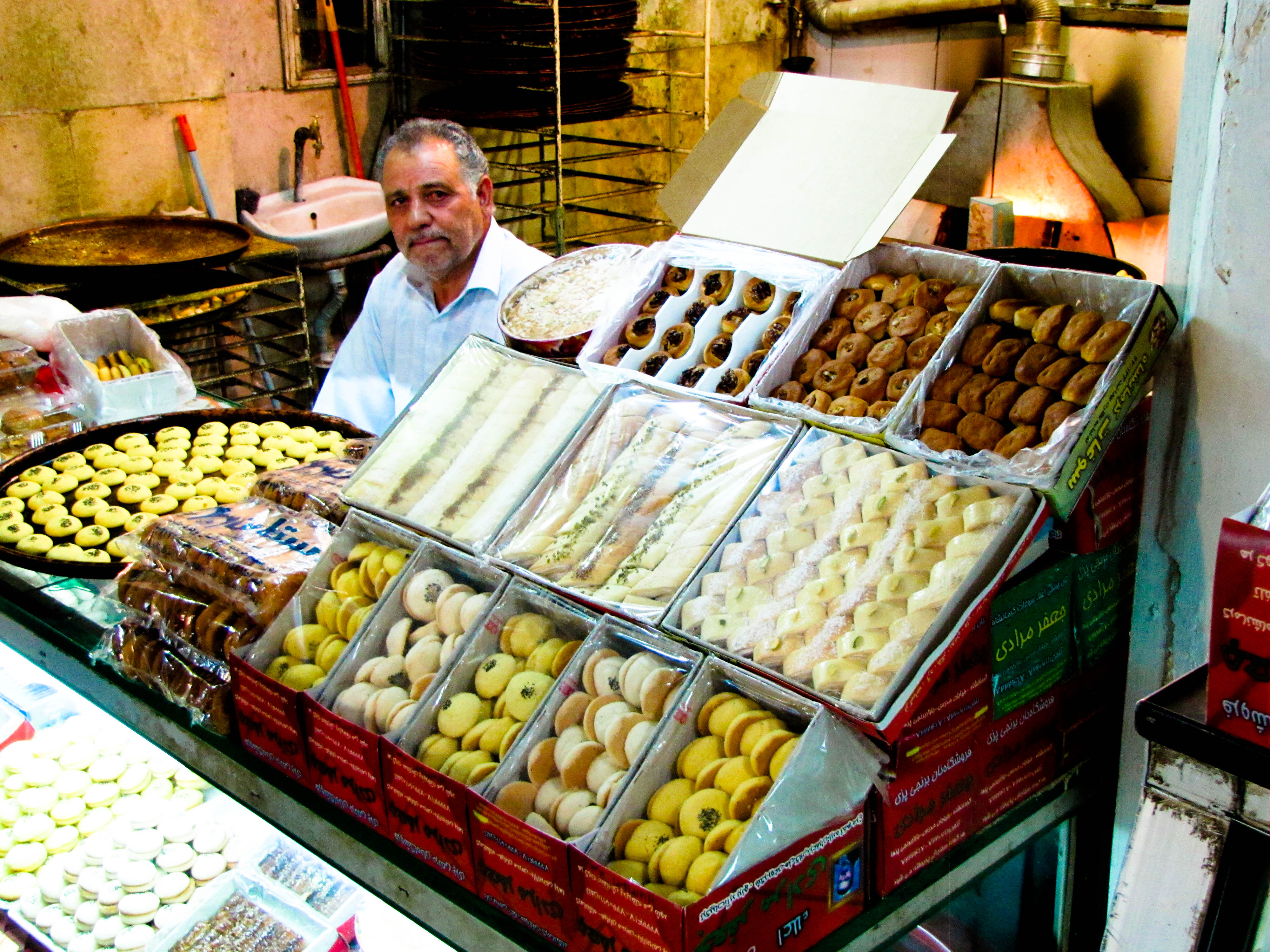
فروشگاه نان برنجی در بازار کرمانشاه
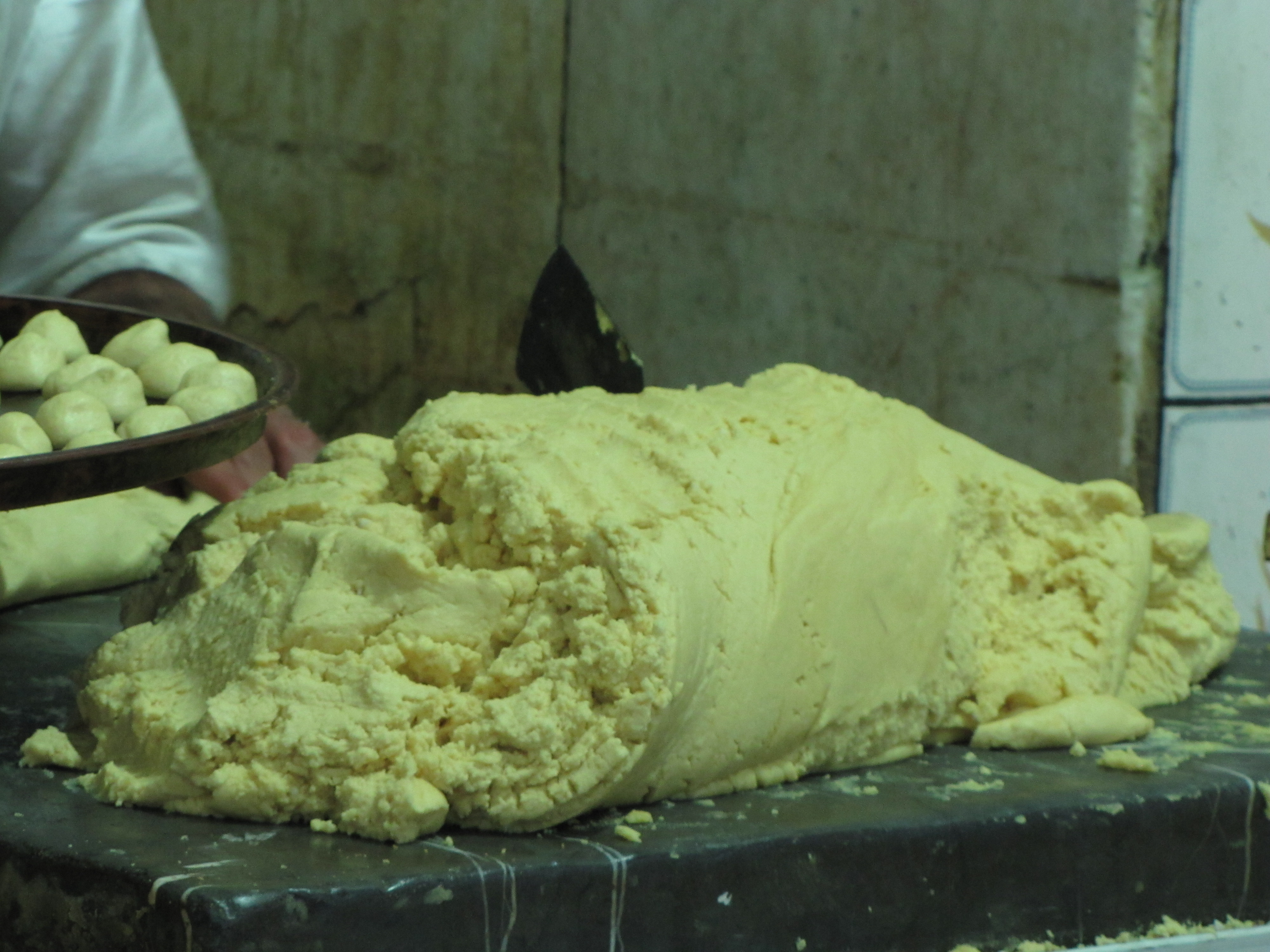
یک نان برنجی‌پز در حال ورز دادن خمیر برای درست کردن نان برنجی
یک نان برنجی‌پز در بازار کرمانشاه که برای امتحان کردن طعم شیرینی‌هایش آن‌ها را بر روی سینی عرضه کرده‌است.